# Европско првенство у атлетици у дворани 2005 — троскок за жене
Такмичење у троскоку у женској конкуренцији на Европском првенству у атлетици у дворани 2005. у Дворани спортова у Мадриду одржано је 4. и 5. марта.
Титулу освојену 2002. у Бечу није бранила Тереза Маринова из Бугарске

## Земље учеснице
Учествовало је 18 такмичарки из 11 земаља.
1. Белорусија (1)
2. Грузија (1)
3. Грчка (3)
4. Италија (2)
5. Румунија (2)
6. Русија (3)
7. Словачка (1)
8. Словенија (1)
9. Француска (1)
10. Чешка (2)
11. Шпанија (1)

## Рекорди
| Рекорди пре почетка Европског првенства 2007. | Рекорди пре почетка Европског првенства 2007. | Рекорди пре почетка Европског првенства 2007. | Рекорди пре почетка Европског првенства 2007. | Рекорди пре почетка Европског првенства 2007. | Рекорди пре почетка Европског првенства 2007. |
| --------------------------------------------- | --------------------------------------------- | --------------------------------------------- | --------------------------------------------- | --------------------------------------------- | --------------------------------------------- |
| Светски рекорд                                | Татјана Лебедева                              | Русија                                        | 15,36                                         | Будимпешта, Мађарска                          | 6. март 2004                                  |
| Европски рекорд                               | Татјана Лебедева                              | Русија                                        | 15,36                                         | Будимпешта, Мађарска                          | 6. март 2004.                                 |
| Рекорди европских првенстава                  | Ејша Хансен                                   | Уједињено Краљевство                          | 15,16                                         | Валенсија, Шпанија                            | 28. фебруар 1998.                             |
| Најбољи светски резултат сезоне у дворани     | Аделина Гаврила                               | Румунија                                      | 14,80                                         | Букурешт, Румунија                            | 6. фебруар 2007.                              |
| Најбољи европски резултат сезоне у дворани    | Аделина Гаврила                               | Румунија                                      | 14,80                                         | Букурешт, Румунија                            | 6. фебруар 2007.                              |
| Рекорди после Европског првенства 2007.       |                                               |                                               |                                               |                                               |                                               |
| Најбољи светски резултат сезоне у дворани     | Викторија Гурова                              | Русија                                        | 14,74                                         | Мадрид, Шпанија                               | 6. март 2005.                                 |
| Најбољи европски резултат сезоне у дворани    | Викторија Гурова                              | Русија                                        | 14,74                                         | Мадрид, Шпанија                               | 6. март 2005.                                 |

### Најбољи европски резултати у 2005. години
Десет најбољих европских троскокашица у дворани 2005. године пре почетка првенства (4. марта 2005), имале су следећи пласман на европској и светској (СРЛ) ранг листи.
| 1.  | Аделина Гаврила    | Румунија   | 14,58 | 12. фебруар | 1. СРЛ  |
| 2.  | Магделин Мартинез  | Италија    | 14,52 | 20. фебруар | 2. СРЛ  |
| 3.  | Викторија Гурова   | Русија     | 14,43 | 11. фебруар | 4. СРЛ  |
| 4.  | Симона ла Мантија  | Италија    | 14,41 | 20. фебруар | 5. СРЛ  |
| 5.  | Јелена Олејникова  | Русија     | 14,33 | 13. фебруар | 6. СРЛ  |
| 6.  | Маријана Соломон   | Румунија   | 14,28 | 29. јануар  | 7. СРЛ  |
| 7.  | Оксана Рогова      | Русија     | 14,25 | 11. фебруар | 8. СРЛ  |
| 8.  | Ирини Димитраки    | Грчка      | 14,23 | 20. фебруар | 9.СРЛ   |
| 9.  | Наталија Сафронова | Белорусија | 14,17 | 23. фебруар | 10.СРЛ  |
| 10. | Јелена Иванова     | Русија     | 14,16 | 11. фебруар | 11. СРЛ |

Такмичарке чија су имена подебљана учествују на ЕП 2005.

## Сатница
| Датум   | Време |               |
| ------- | ----- | ------------- |
| 4. март | 19:35 | Квалификације |
| 5. март | 16:35 | Финале        |

## Освајачи медаља
|                         |                           |                            |
| Викторија Гурова Русија | Магдалин Мартинез Италија | Карлота Кастрехана Шпанија |

На такмичењу су оборена 2 национална рекорда, 1 најбољи светски, европски резултат сезоне и 3 најбоља лична резултата сезоне.

## Резултати

### Квалификације
Квалификациона норма (КВ) за осам места у финалу износила је 14,30 м. Норму су испуниле три такмичарке, а пет се пласирало на основу постигнутог резултата (кв).
| Пласман | Група | Такмичарка           | Држава     | #1    | #2    | #3    | Резултат | Белешка  |
| ------- | ----- | -------------------- | ---------- | ----- | ----- | ----- | -------- | -------- |
| 1.      | А     | Викторија Гурова     | Русија     | 13,72 | 14,56 |       | 14,56    | КВ, ЛР   |
| 2.      | А     | Магделин Мартинез    | Италија    | 14,25 | 14,39 |       | 14,39    | КВ       |
| 3.      | Б     | Карлота Кастрехана   | Шпанија    | 13,71 | 14,32 |       | 14,32    | КВ, ЛРС  |
| 4.      | Б     | Аделина Гаврила      | Румунија   | X     | 13.91 | 14.27 | 14.27    | кв       |
| 5.      | Б     | Шарка Кашпаркова     | Чешка      | 13,94 | 14,06 | 14,17 | 14,17    | кв       |
| 6.      | A     | Наталија Сафронова   | Белорусија | 14,17 | х     | х     | 14,17    | кв, =ЛРС |
| 7.      | Б     | Јелена Олејникова    | Русија     | 13,99 | 14,00 | 14,05 | 14,05    | кв       |
| 8.      | Б     | Симона ла Мантија    | Италија    | 13,92 | 13,96 | 13,78 | 13,96    | кв       |
| 9.      | A     | Снежана Вукмировић   | Словенија  | х     | 13,38 | 13,93 | 13,93    | ЛР       |
| 10.     | Б     | Хрисопији Девеџи     | Грчка      | 11,49 | 13,84 | 13,92 | 13,92    |          |
| 11.     | A     | Ирини Димитраки      | Грчка      | 13,84 | 13,85 | 13,81 | 13,85    |          |
| 12.     | A     | Атанасија Пера       | Грчка      | х     | 13,50 | 13,72 | 13,72    |          |
| 13.     | Б     | Дана Велдјакова      | Словачка   | 13,69 | 13,56 | 13,60 | 13,69    |          |
| 14.     | A     | Маријана Соломон     | Румунија   | х     | х     | 13,55 | 13,55    |          |
| 15.     | Б     | Оксана Рогова        | Русија     | х     | 13,24 | 13,42 | 13,42    |          |
| 16.     | Б     | Терез Нзола Мезо Ба  | Француска  | 13,29 | х     | 13,31 | 13,31    |          |
| 17.     | A     | Мартина Дармовзалова | Чешка      | х     | 13,31 | 12,98 | 13,31    |          |
| 18.     | A     | Јулија Дубина        | Грузија    | 13,17 | х     | 13,22 | 13,22    |          |

### Финале
| Плас. | Атлетичарка        | Држава     | #1    | #2    | #3    | #4    | #5    | #6    | Резултат | Белешка |
| ----- | ------------------ | ---------- | ----- | ----- | ----- | ----- | ----- | ----- | -------- | ------- |
|       | Викторија Гурова   | Русија     | 14,37 | 14,35 | 14,74 | х     | х     | х     | 14,74    | СРС     |
|       | Магделин Мартинез  | Италија    | х     | 14,40 | 14,49 | 14,35 | х     | 14,54 | 14,54    | СРС     |
|       | Карлота Кастрехана | Шпанија}   | х     | 14,29 | х     | 14,42 | 14,44 | 14,45 | 14,45    | НР      |
| 4.    | Шарка Кашпаркова   | Чешка      | 14,06 | 14,34 | 14,25 | х     | 14,09 | 13,91 | 14,34    | СРС     |
| 5.    | Аделина Гаврила    | Румунија   | 14,15 | 14,33 | 14,13 | х     | 14,27 | 13,92 | 14,33    |         |
| 6.    | Наталија Сафронова | Белорусија | 14,15 | х     | х     | 14,31 | 14,19 | х     | 14,31    | ЛРС     |
| 7.    | Јелена Олејникова  | Русија     | 14,02 | 13,99 | х     | 14,07 | х     | х     | 14,07    |         |
| 8.    | Симона ла Мантија  | Италија    | х     | 14,05 | 14,06 | 13,85 | 13,91 | х     | 14,06    |         |